# Dieter Heinz
Dieter Heinz (* 4. Januar 1930 in Saarbrücken; † 5. Juni 2017 ebenda) war ein deutscher Architekt und Konservator.

## Ausbildung
Dieter Heinz war der zweite Sohn von Eduard Heinz, der von 1921 bis 1963 Pfarrer an der Saarbrücker Ludwigskirche war. Nach seinem Abitur am Ludwigsgymnasium Saarbrücken im Jahr 1950 absolvierte er ein Steinmetzpraktikum in der Bauhütte der im Krieg zerstörten Ludwigskirche. Von 1951 bis 1958 studierte er an der Universität Karlsruhe Architektur bei Otto Ernst Schweizer und Egon Eiermann sowie Baugeschichte bei Arnold Tschira. Er schloss als Diplom-Ingenieur ab.

## Beruf

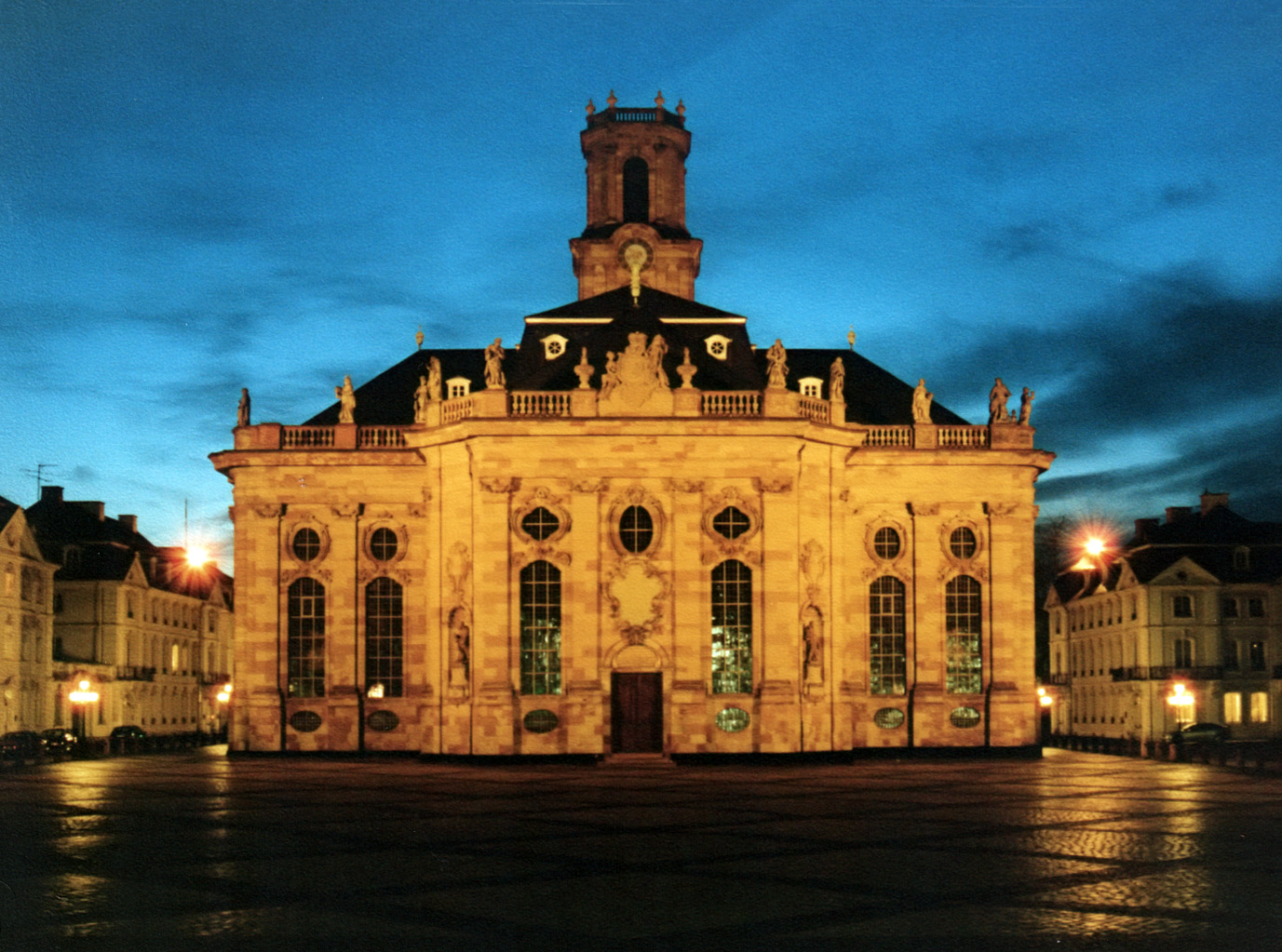
Ludwigsplatz mit Ludwigskirche in Saarbrücken

Bereits während seiner Schulzeit erstellte er ein Rekonstruktionsmodell der Saarbrücker Ludwigskirche, welches sich heute im Deutschen Architekturmuseum befindet. Von 1953 bis 1967 erarbeitete er Pläne zur Rekonstruktion des Innenraums der Ludwigskirche, außerdem war er an der Rekonstruktion der Friedenskirche sowie der Barockpalais am Ludwigsplatz beteiligt.
In den Jahren 1958 bis 1990 war Dieter Heinz Konservator der Stadt Saarbrücken. Bei der Zeitschrift Saarbrücker Hefte war er von 1963 bis 1988 als Schriftleiter tätig. Von 1980 bis 1985 hatte er das Amt des zweiten Präsidenten der Internationalen Siegfried-Wagner-Gesellschaft inne.
Ab 1985 lehrte er an der Fachhochschule des Saarlandes. Von 1989 bis 1995 war er Lehrbeauftragter an der Hochschule der Bildenden Künste Saar, ab 1995 Honorarprofessor für Kulturgeschichte. Sein Nachlass ist im Stadtarchiv Saarbrücken überliefert.

## Ehrungen
Dieter Heinz wurde am 21. Dezember 1995 mit dem Saarländischen Verdienstorden ausgezeichnet.

## Veröffentlichungen (Auswahl)
- Ludwigskirche und Ludwigsplatz in Saarbrücken. In: Die Schule 7. 1954. S. 246–264.
- Die Rekonstruktion des Neunkirchener Barockschlosses. In: Karl Schwingel (Hrsg.): Festschrift für Karl Lohmeyer. Saarbrücken 1954. S. 176–186.
- Saarbrücker Rokokostuck. In: Die Schule 8. 1955. S. 133–139.
- Ludwigskirche zu Saarbrücken. Minerva-Verlag, Saarbrücken 1956.
- Der Ludwigsplatz Friedrich Joachim Stengels. In: Saarbrücker Hefte 8. 1958. S. 50–60. ISSN 0036-2115
- Aus der Stadtplanung Friedrich Joachim Stengels. In: Saarheimat Heft 7/8. 1959. S. 16–21.
- Blickpunkte im barocken Saarbrücken. In: Saarbrücker Hefte 14. 1961. S. 25–31. ISSN 0036-2115
- Gärten der Barockresidenz Saarbrücken. In: Saarheimat 5. 1961. S. 18–23.
- Die Straßburger Pläne zur Saarbrücker Ludwigskirche. In: Saarbrücker Hefte 17. 1963. S. 67–79. ISSN 0036-2115
- Das barocke Residenzschloß Saarbrücken. In: Kreisverwaltung Saarbrücken (Hrsg.): Grenze als Schicksal. 150 Jahre Landkreis Saarbrücken. Saarbrücken 1966. S. 164–177.
- Entstehen und Wiederentstehen der Saarbrücker Friedenskirche. Festschrift zur Weihe der wiederaufgebauten Friedenskirche/Saarbrücken am 11. März 1967. Saarbrücken 1967. S. 51–119.
- Einweihungsbericht und Einweihungspredigt der Saarbrücker Ludwigskirche vom 25. August 1775 – der authentische Schlüssel zum Werkverständnis F. J. Stengels. In: Saarbrücker Hefte 35. 1971. S. 43–88. ISSN 0036-2115
- Die Stuhlordnung der Ludwigskirche vom Jahre 1775. In: Zeitschrift für die Geschichte der Saargegend. 20/1972. S. 121–130. ISSN 0513-9058
- Zur ionischen Ordnung der „maniera di Michelangelo“ bei Goldmann/Sturm und Stengel. In: Zeitschrift für die Geschichte der Saargegend. 20/1972. S. 131–137. ISSN 0513-9058
- Die Friedenskirche. – Die Basilika St. Johann. – Der Markt St. Johann. In: Dieter Staerk: Das Saarlandbuch. S. 156–162. Minerva-Verlag, Saarbrücken 1981. ISBN 3-477-00066-8
- Rekonstruktion von Ludwigsplatz und Ludwigskirche in Saarbrücken. In: Zeitschrift für die Geschichte der Saargegend. 43/1995. S. 92–99. ISSN 0513-9058
- Saarbrücken – gebaut, zerstört, wiedererstanden. Das Stadtbild in den letzten 100 Jahren. Betulius Verlag, Stuttgart 1996. ISBN 3-89511-020-5